# Дијего Лопез Родригез
Дијего Лопез Родригез (шп. Diego López Rodríguez; Парадела, 3. новембар 1981) је шпански фудбалер, који тренутно наступа за Еспањол.

## Трофеји

### Реал Мадрид
- Лига шампиона (1) : 2013/14.
- Првенство Шпаније (1) : 2006/07.
- Куп Шпаније (1) : 2013/14.